# Troststraße
Die Troststraße befindet sich im 10. Wiener Gemeindebezirk Favoriten. Sie ist eine der wichtigen Ost-West-Verbindungen des Bezirks. Benannt wurde sie 1894 nach dem Fleischhauer und Hausbesitzer Michael Martin Trost (* 12. Februar 1831 in Mellrichstadt, Bayern; † 1. Jänner 1893 in Wien), der 1875–1893 Gemeinderat für die Liberale Partei war. Teile der Straße hießen zuvor Schaumburgerstraße und Marxergasse.

## Lage
Die Troststraße befindet sich im Bezirksteil Inzersdorf-Stadt am Nordhang des Wienerberges. Sie beginnt im Osten an der Favoritenstraße und verläuft in westlicher Richtung bis zur Triester Straße. Sie quert dabei u. a. die Laxenburger Straße und die Neilreichgasse.

## Verkehr
Die Troststraße ist eine wichtige Querverbindung im oberen Bereich Favoritens nahe am Höhenrücken des Wienerberges. Sie verbindet die großen Ausfallstraßen des Bezirks miteinander und ist neben den parallel verlaufenden Gudrunstraße, Quellenstraße und Raxstraße für den Autoverkehr in beiden Richtungen befahrbar (alle anderen Straßen sind Einbahnen). An öffentlichen Verkehrsmitteln befahren die Straßenbahnlinien O und 11 (früher 67) den zentralen Teil der Troststraße zwischen Laxenburger Straße und Neilreichgasse sowie die Autobuslinie 66A zwischen Leibnizgasse/Favoritenstraße und Laxenburger Straße und 65A zwischen Leibnizgasse/Favoritenstraße und Gussriegelstraße. Außerdem besaß die auf der Favoritenstraße verkehrende Straßenbahnlinie 67 eine Haltestelle am östlichen Beginn der Troststraße und die in der Knöllgasse fahrende Straßenbahnlinie 1 hat eine Haltestelle an deren westlichem Ende. Anstelle der Straßenbahnlinie 67 wurde unter der Favoritenstraße die Verlängerung der U-Bahn-Linie U1 gebaut, wobei für diese eine Haltestelle an der Troststraße eingerichtet wurde.

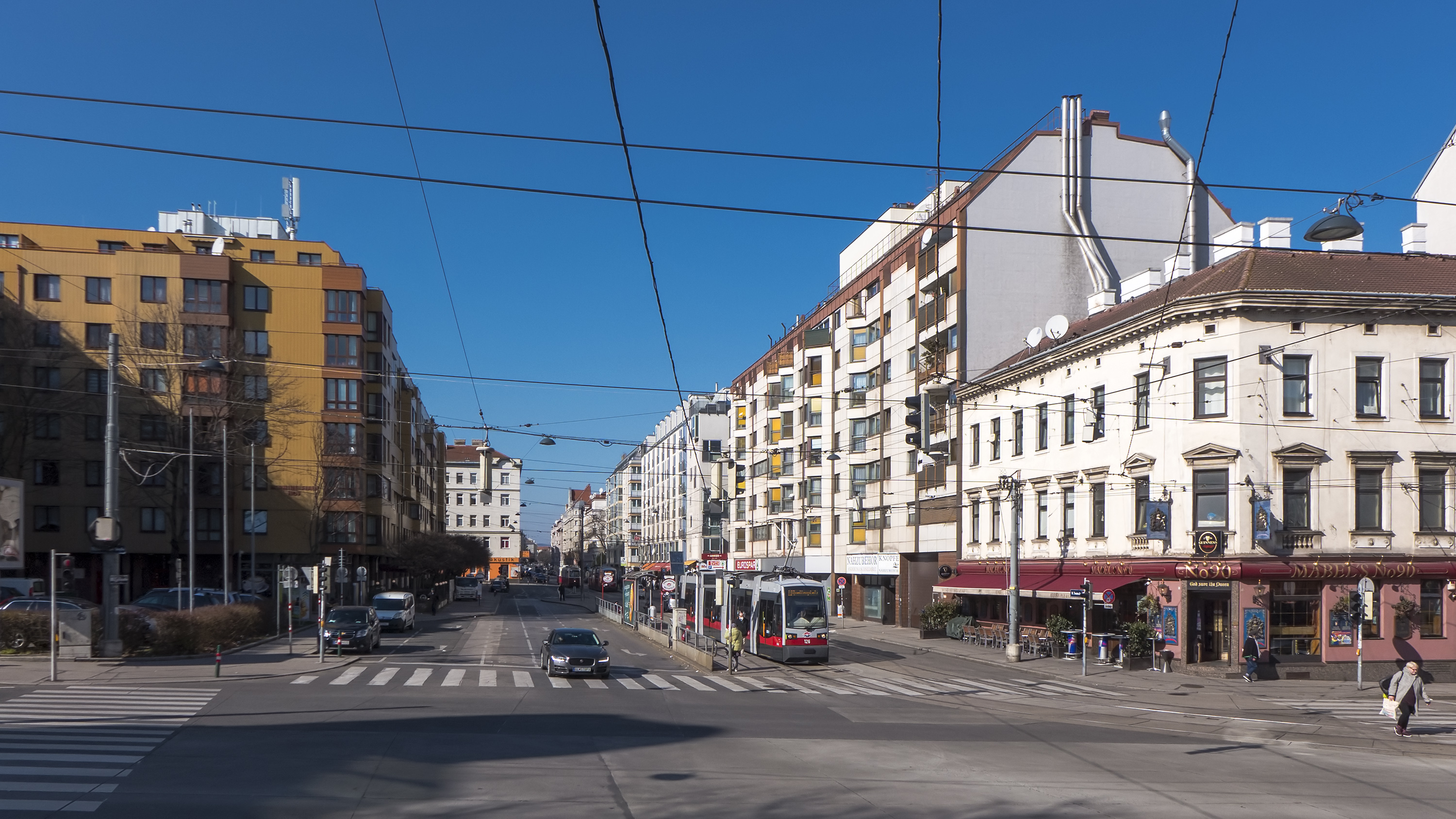
Troststraße von der Laxenburger Straße aus gesehen

## Charakteristik
Der älteste als Straße ausgebaute Teil der Troststraße befand sich zwischen der heutigen Ettenreichgasse und der heutigen Neilreichgasse. Die übrigen Teile waren ursprünglich nur Wege. Dennoch finden sich die ältesten erhaltenen Gebäude an den beiden Enden der Straße, also im Bereich der Favoritenstraße und der Triester Straße, wo es noch einen kleinen Bestand an späthistoristischen Zinshäusern aus der Zeit um 1900 gibt. Im zentralen Bereich zwischen Laxenburger Straße und Neilreichgasse bestehen einige große Gemeindehausblocks aus der Zwischenkriegszeit. Diese Zone ist im Gegensatz zu den übrigen Bereichen der Troststraße auch mit zahlreichen Geschäften und Gaststätten ausgestattet, wodurch sie der lebhafteste Abschnitt der Straße ist. Die großen Bereiche zwischen den Enden der Straße und dem Zentralbereich werden durch städtische Wohnhausanlagen aus der Zeit ab 1945 ausgefüllt, wobei teilweise die Randverbauung der Troststraße aufgegeben wurde. Hier befanden sich davor großteils Kleingärten.

## Verbauung

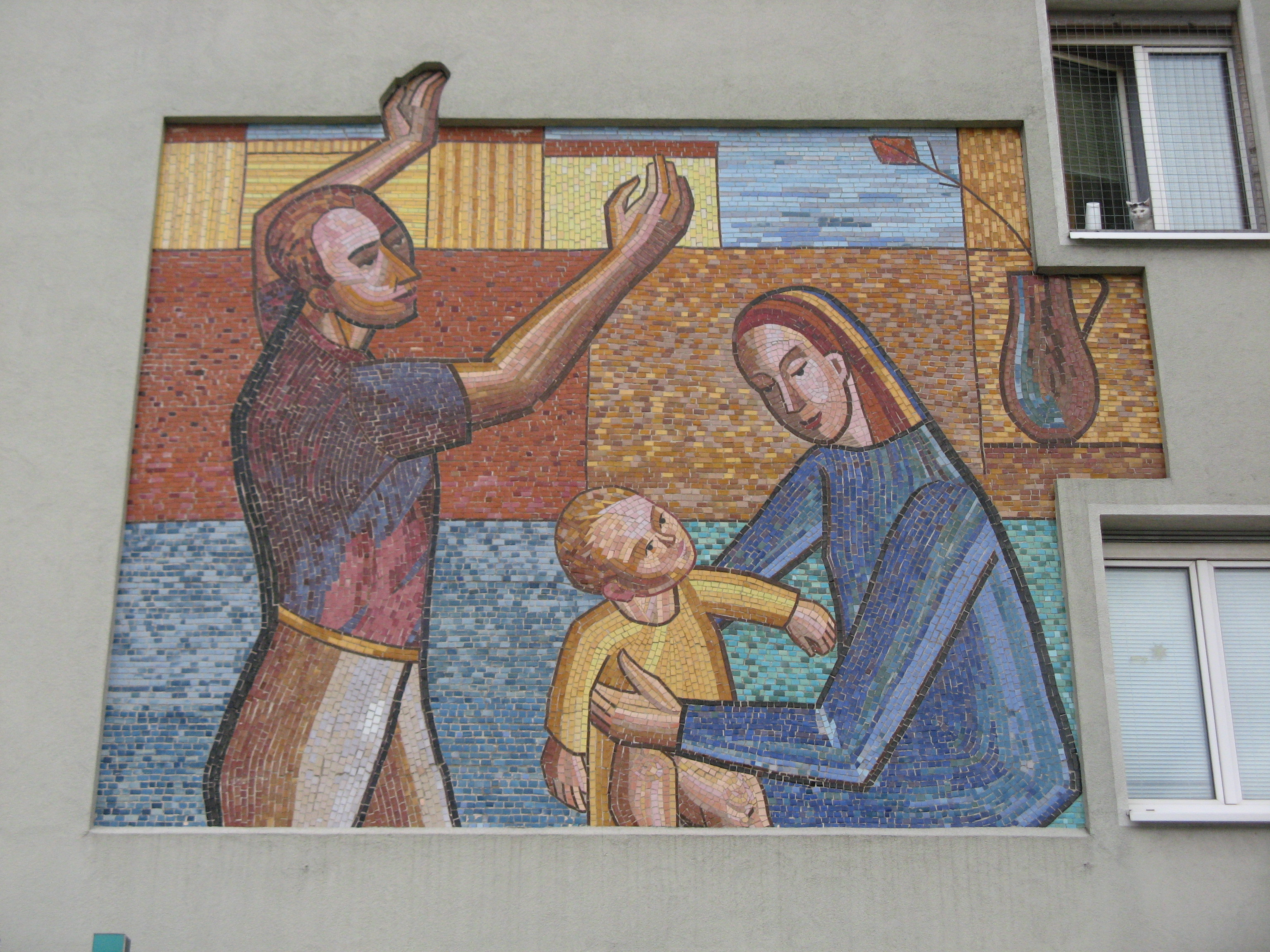
Mosaik Familie (1956) von Marianne Fieglhuber-Gutscher, Nr. 5–9

### Nr. 5–9 Städtische Wohnhausanlage
Die städtische Wohnhausanlage wurde in den Jahren 1953–1955 von den Architekten Rudolf Bazalka, Otto Pesek, Bruno Tinhofer und Karl Zepke errichtet. Sie umfasst 204 Wohnungen in sechs Gebäuden zwischen Troststraße, Rissaweggasse, Klausenburger Straße und Rechberggasse, die an der Troststraße und Rissaweggasse in Blockrandverbauung, an den anderen Seiten hingegen in Riegelbauweise fünfgeschoßig angelegt wurden. Im Inneren befindet sich ein begrünter Hof. An der Troststraße liegen Geschäfte und ein Lokal.
An der Seite zur Klausenburger Straße steht die Plastik Junges Mädchen von Hilde Uray aus dem Jahr 1955. An der Seite zur Rechberggase befinden sich die Sgraffiti Die Arbeit von Angela Varga-Weiss und Lebensbaum von Susanne Peschke-Schmutzer, beide von 1956. Das überlebensgroße farbige Mosaik Familie von Marianne Fieglhuber-Gutscher stammt ebenfalls aus dem Jahr 1956 und liegt an der Ecke Troststraße und Rissaweggasse.

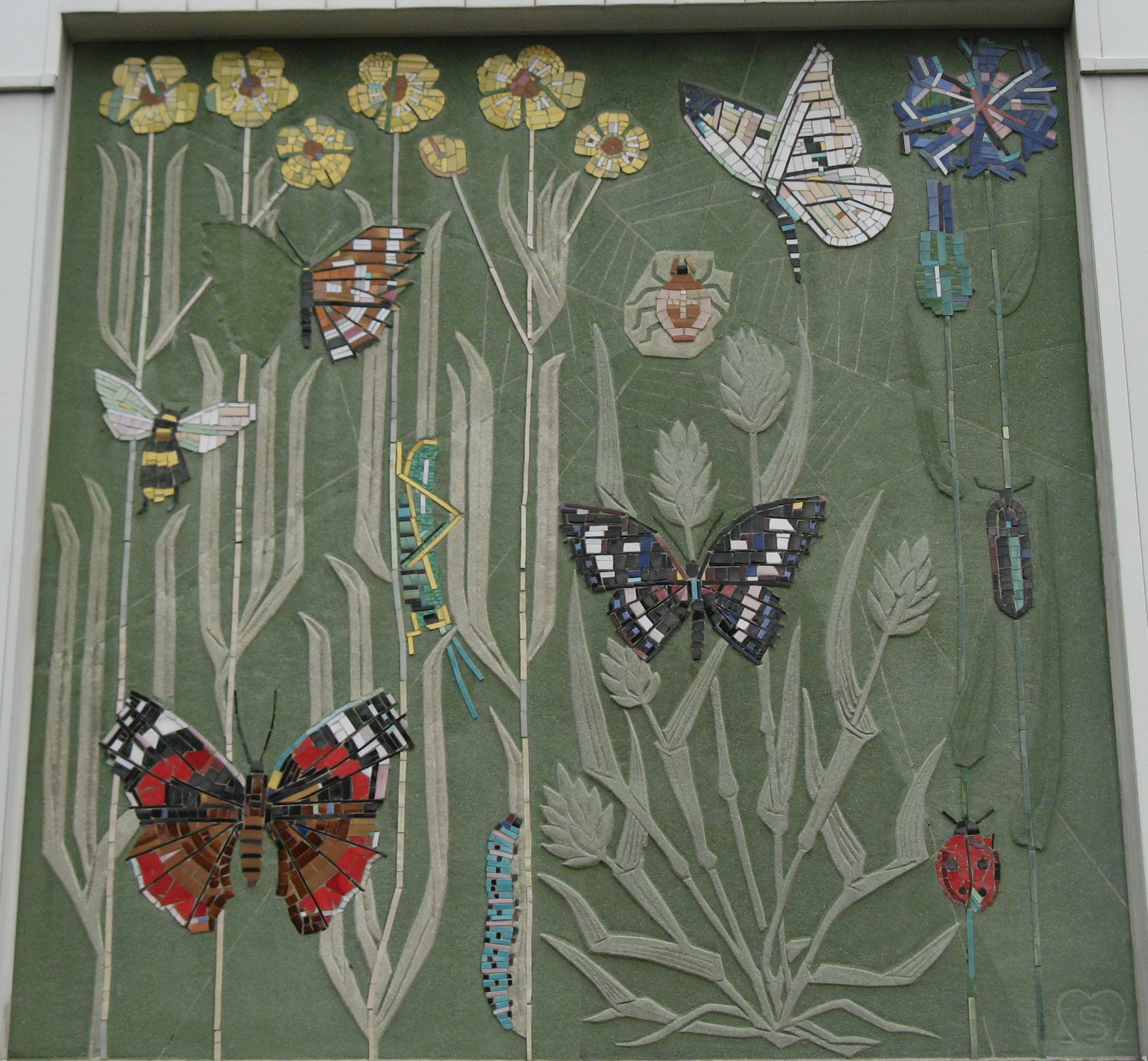
Sgraffito Wiesenblumen mit Schmetterlingen (1955) von Sepp Mayrhuber, Nr. 8–16

### Nr. 8–16 Städtische Wohnhausanlage
Die städtische Wohnhausanlage wurde in den Jahren 1955–1957 von den Architekten Ernst Berg, Alexander Kratky, Martin Sauer und Leopold Tinhof errichtet. Sie umfasst 203 Wohnungen auf 12 Stiegen in 4 Gebäuden, die zwischen Troststraße, Wirerstraße, Angeligasse und Rechberggasse liegen und in Blockrandverbauung um einen begrünten Innenhof angelegt wurden. Ein älteres gründerzeitliches Wohnhaus Ecke Troststraße/Rechberggasse wurde in die Anlage integriert. Im breiten Durchlass zwischen zwei Baublöcken liegen an der Troststraße 2 niedrige Garagenbauten. Die Gebäude sind fünfgeschoßig mit zum Teil ausgebauten Dachgeschoßen und werden lediglich durch eine rasterartige Plattenverkleidung der Fassaden und die Fensterreihen gegliedert.
Im Innenhof mit Spielplatz steht die große freistehende Natursteinplastik Känguruh des Bildhauers Alfons Loner aus dem Jahr 1958. An der Ecke zur Wirerstraße befindet sich ein Sgraffito mit Blumen- und Schmetterlingsmosaiken von Sepp Mayrhuber aus dem Jahr 1955, an der Seite zur Angeligasse liegen zwei Sgraffiti mit der Darstellung der Tier- und Pflanzenwelt des Laaer Berges von Ernst Erich Müller, ebenfalls aus 1955.

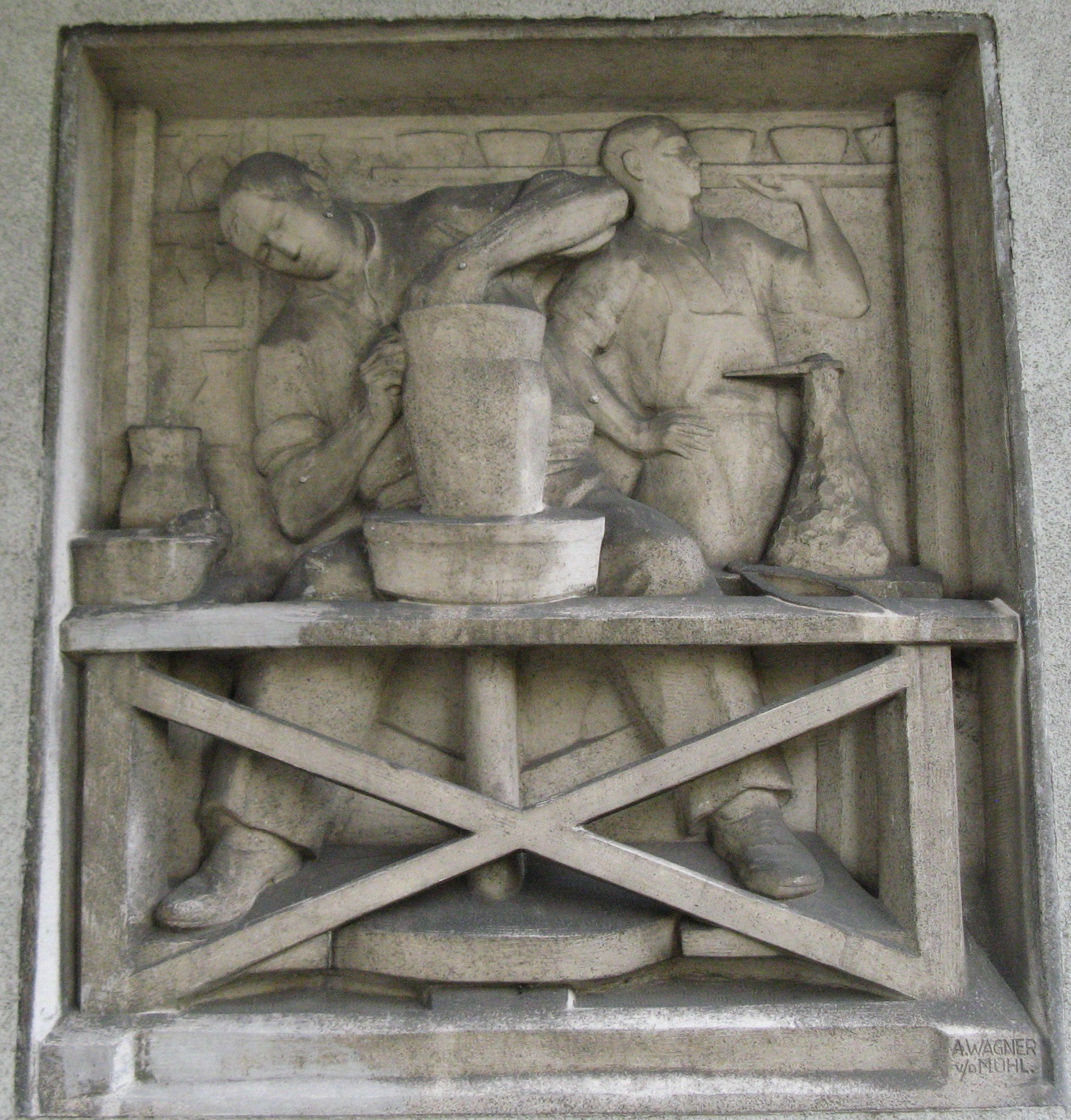
Relief Töpfer (1960) von Adolf Wagner von der Mühl, Nr. 13–19

### Nr. 13–19 Städtische Wohnhausanlage
Die städtische Wohnhausanlage wurde 1957–1958 von den Architekten Alois Plessinger, Heinrich Reitstätter und Fritz Slama errichtet. Sie umfasst 197 Wohnungen in 6 Wohnblöcken, die zwischen Wirerstraße, Troststraße und Ettenreichgasse in aufgelockerter Riegelverbauung sechsgeschoßig angelegt wurden. Überbaute Durchgänge verbinden die einzelnen Blocks an der Troststraße miteinander.
Vor der Wohnhausanlage Troststraße 13 steht im Garten eines Gasthauses die Plastik Sitzendes Mädchen aus Naturstein von Luise Wolf aus dem Jahr 1961. Im Durchgang bei Nr. 17 befindet sich ein Wandrelief Töpfer von Adolf Wagner von der Mühl aus dem Jahr 1960.

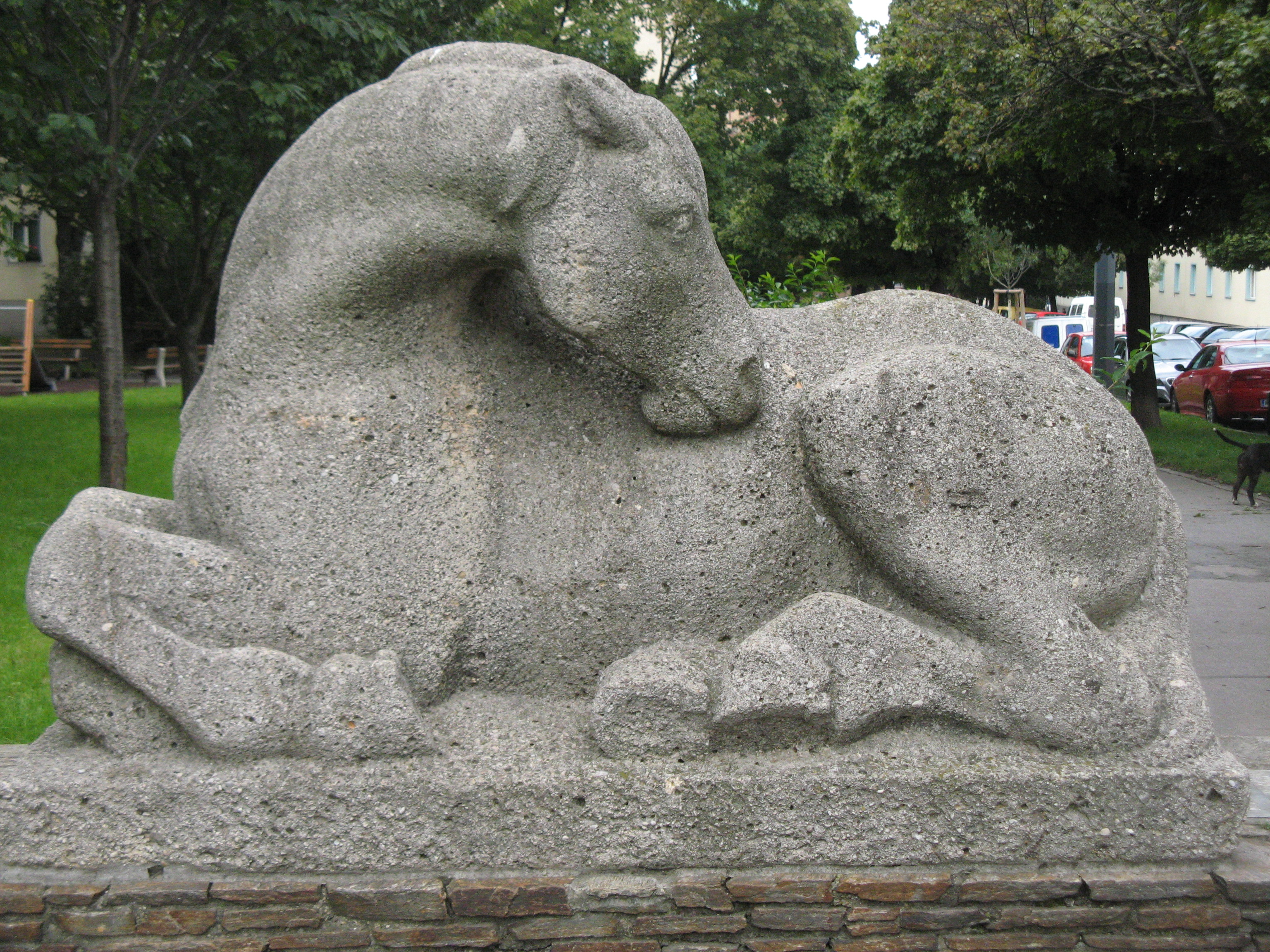
Ruhendes Pferd (1955–1958) von Robert Ullmann, Nr. 18

### Nr. 18 Städtische Wohnhausanlage
Die städtische Wohnhausanlage wurde 1955–1956 von den Architekten Fritz Novotny und Anton Schmid errichtet. Sie umfasst 104 Wohnungen auf 6 Stiegen in 3 Häusern, die zwischen Troststraße, Hollitzergasse, Angeligasse und Wirerstraße in offener Blockrandverbauung fünfgeschoßig angelegt wurden. Die Fassaden sind durch Fensterbänder, Balkone und erst später eingebaute verglaste Aufzugstrakte gegliedert. An der Seite zur Wirerstraße liegt eine größere Grünfläche vor den Wohngebäuden.
Ecke Troststraße/Wirerstraße befindet sich eine Kunststeinplastik von Robert Ullmann von 1955–1958, die ein ruhendes Pferd darstellt. An der Seite zur Troststraße liegt ein Sgraffito Raben von Kurt Absolon aus dem Jahr 1956, an der Ecke Angeligasse/Wirerstraße das Sgraffito Spielende Kinder von Hans Babuder von 1955.

### Nr. 20–30 Städtische Wohnhausanlage
Die städtische Wohnhausanlage wurde 1952–1953 von den Architekten Julius Bergmann, Walter Hübner, Josef Ludwig Kalbac und Otto Reihs errichtet. Sie umfasst 235 Wohnungen auf 16 Stiegen in 3 Wohnblocks, die zwischen Troststraße, Ettenreichgasse, Hardtmuthgasse und Hollitzergasse in offener Blockrandverbauung angelegt wurden. Die Gebäude sind fünfgeschoßig mit zum Teil ausgebauten Dachgeschoßen und liegen um einen begrünten Hof mit Spiel- und Ruhezonen herum. Akzentuiert wird die Ecke Troststraße/Ettenreichgasse durch einen sechsgeschoßigen Wohnturm über einem sockelartig abgesetzten Erdgeschoß mit Geschäftszone.
An der Troststraße befindet sich ein 24 m² großes Mosaik von Arnulf Neuwirth mit Darstellungen aus verschiedenen Zeitepochen aus dem Jahr 1954.

### 21–37 Städtische Wohnhausanlage
Die städtische Wohnhausanlage wurde 1939–1942 vom Architekten Walter Pind errichtet und ist ein Beispiel des sozialen Wohnbaus zur Zeit des Nationalsozialismus. Die Anlage befindet sich zwischen Ettenreichgasse, Troststraße und Columbusgasse und umfasst 128 Wohnungen auf 15 Stiegen in viergeschoßiger Blockrandverbauung plus einem freistehenden Riegelblock im begrünten Innenhof. Die Stiegenhäuser, die sowohl von der Straßen- wie der Hofseite betreten werden können, treten an der Außenfassade hervor und gliedern so die Anlage. Während der Kriegszeit miteingebaute Luftschutzräume wurden 1958 in Kellerabteils umgewandelt. Die Stiegen 6 und 7 wurden durch Bombentreffer zerstört und 1951 wieder aufgebaut.

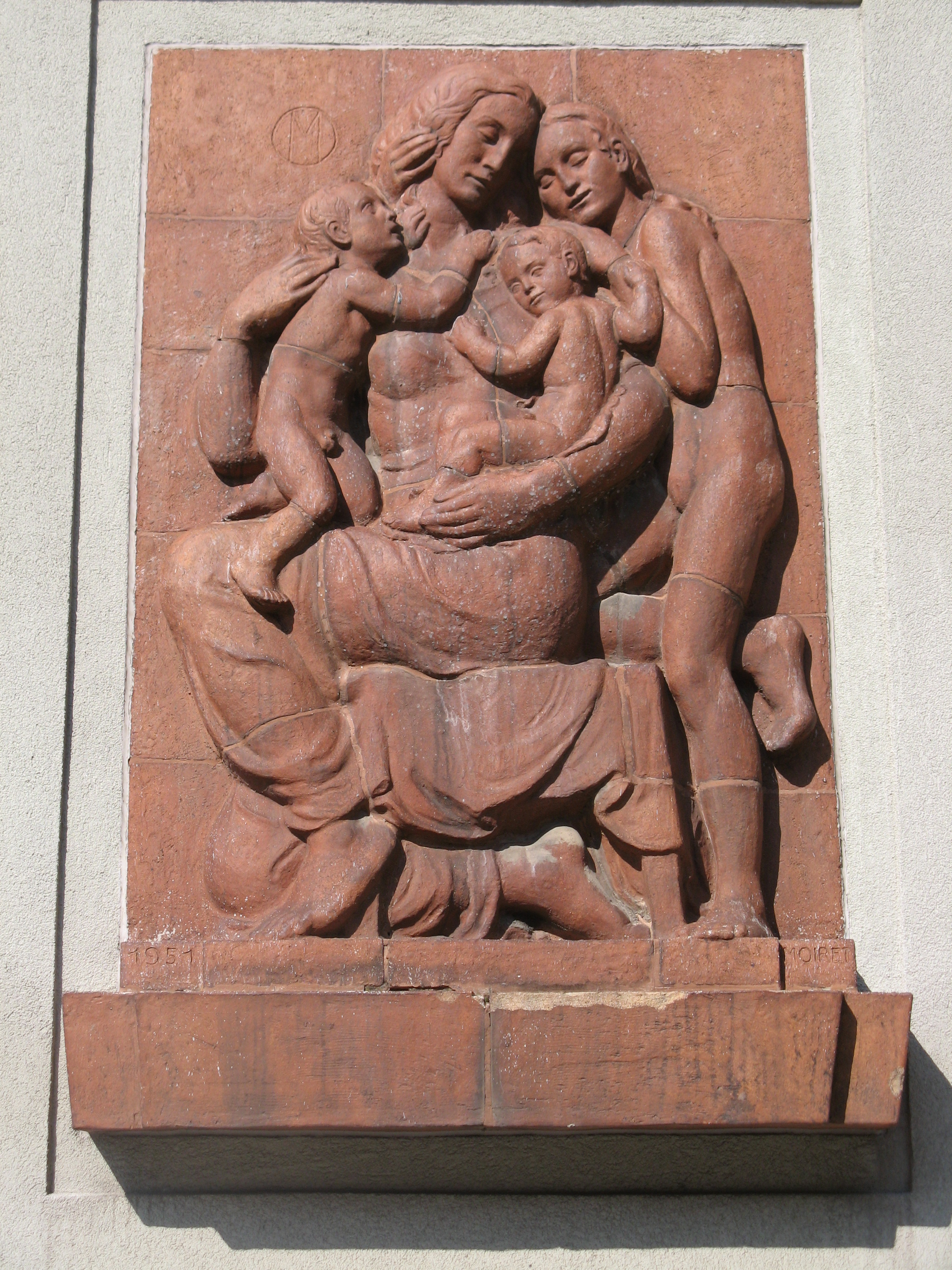
Relief Mutter mit Kindern (1951) von Edmund Moiret, Nr. 32

### Nr. 32 Städtische Wohnhausanlage
Die städtische Wohnhausanlage wurde 1935–1936 von Franz Wiesmann errichtet. Sie ist ein Beispiel eines sogenannten Familienasyls aus der Zeit des christlichen Ständestaats, das wie die übrigen Bauwerke dieses Typs hinter den Standard des zuvor bestehenden sozialen Wohnbaus zurückfiel. Die Anlage umfasst 95 dürftige Wohnungen auf zwei Wohnhöfen, deren Ecken markant zurücktreten, errichtet um grün gestaltete Innenhöfe. Sie steht heute unter Denkmalschutz.
An der Seite zur Ettenreichgasse befindet sich eine Großplastik des Heiligen Josef, der dem Familienasyl seinen ursprünglichen Namen gab, von Josef Heu. An der Seite zur Troststraße liegt ein keramisches Relief Mutter mit Kindern von Edmund Moiret. Während der Kriegszeit befanden sich statt der Figur des Hl. Josef nationalsozialistische Darstellungen am Gebäude.

### Nr. 38 Ehemalige Glockengießerei

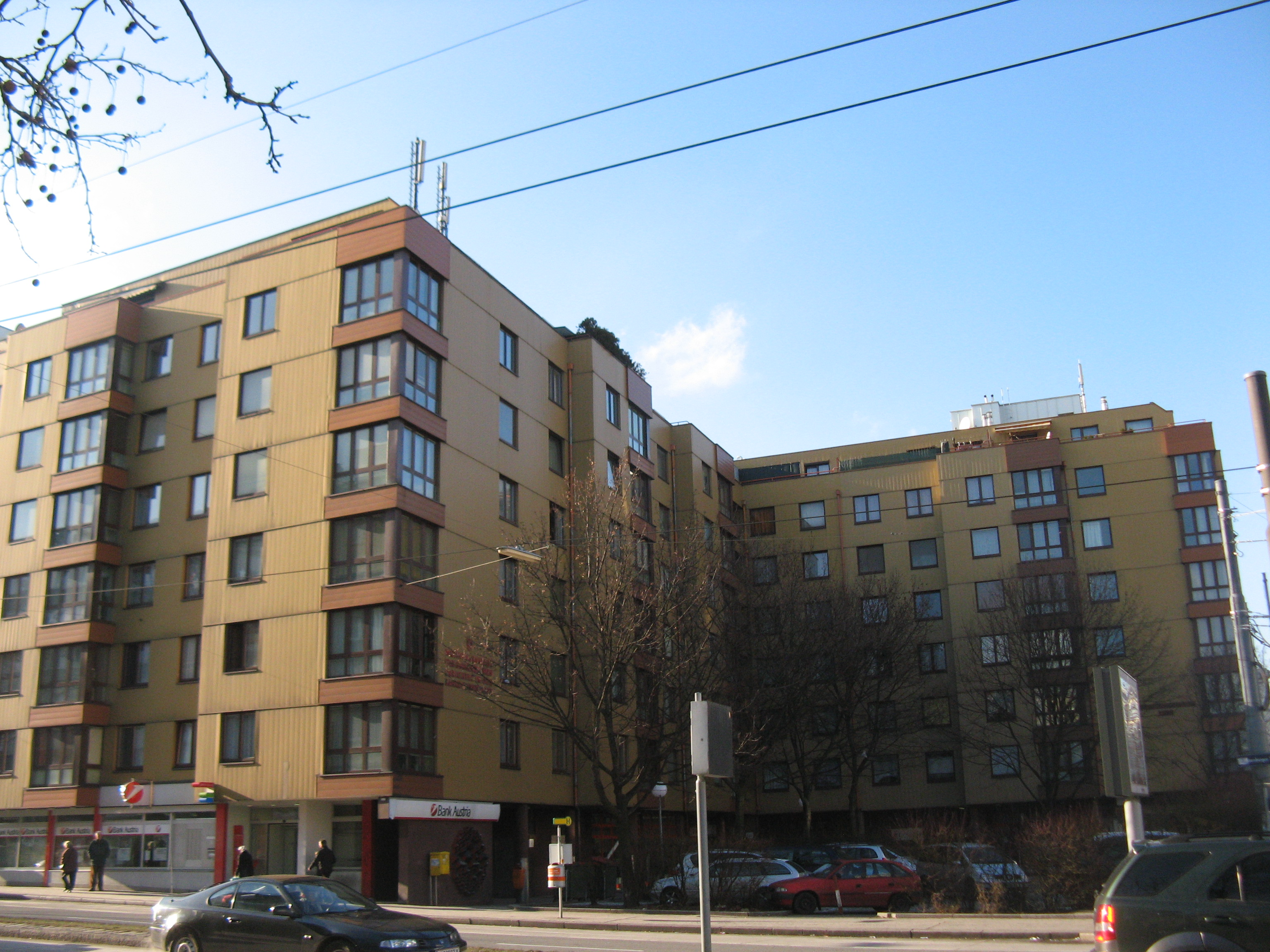
Hermine-Fiala-Hof, Nr. 45a

Anstelle des derzeitigen Wohnhauses befand sich hier zuvor die Glockengießerei Josef Pfundner, die 1906 in der Karmarschgasse gegründet und 1912 an diesen Standort verlegt wurde. In der Firma wurden 7000 Glocken gegossen, u. a. für den Stephansdom in Wien oder für St. Peter in Salzburg. Aus der Werkstatt wurde daher im Laufe der Zeit eine bedeutende Sammlung historischer Glocken und ein Glockenmuseum.

### Nr. 45a Hermine-Fiala-Hof
Die städtische Wohnhausanlage wurde 1980–1982 von den Architekten Erwin H. Dusl, Willi Gehrke, Erich Hofbauer, Fritz Novotny und Fritz Oberdorfer errichtet. Sie umfasst 397 Wohnungen auf 11 Stiegen zwischen Laxenburger Straße, Troststraße und Leebgasse. Die vierflügelige siebengeschoßige Anlage, deren oberstes Stockwerk zugunsten breiter Terrassen deutlich zurückversetzt ist, ruht auf einer verglasten Sockel- und Geschäftszone. Der blockhaft wirkende Bau, dessen Fassaden durch über Eck gehende französische Fenster und kastenartig vorspringende, unregelmäßige Bauteile akzentuiert ist, tritt an der Ecke Troststraße/Laxenburger Straße zugunsten einer größeren Freifläche zurück. Die Fassade ist mit geriffelten Platten verkleidet. An der Seite zur Leebgasse liegen Wohneinheiten mit vorgelagertem, durch eine Mauer vor der Straße sichtgeschützten Gärten. Neben Wohnungen befinden sich in der Anlage Geschäfte, Ärzte, eine sozialpädagogische Station, ein Kindertagesheim im Innenhof und eine Bücherei.
Benannt ist die Wohnhausanlage nach der sozialistischen Gemeinderatsabgeordneten Hermine Fiala (1930–1979).

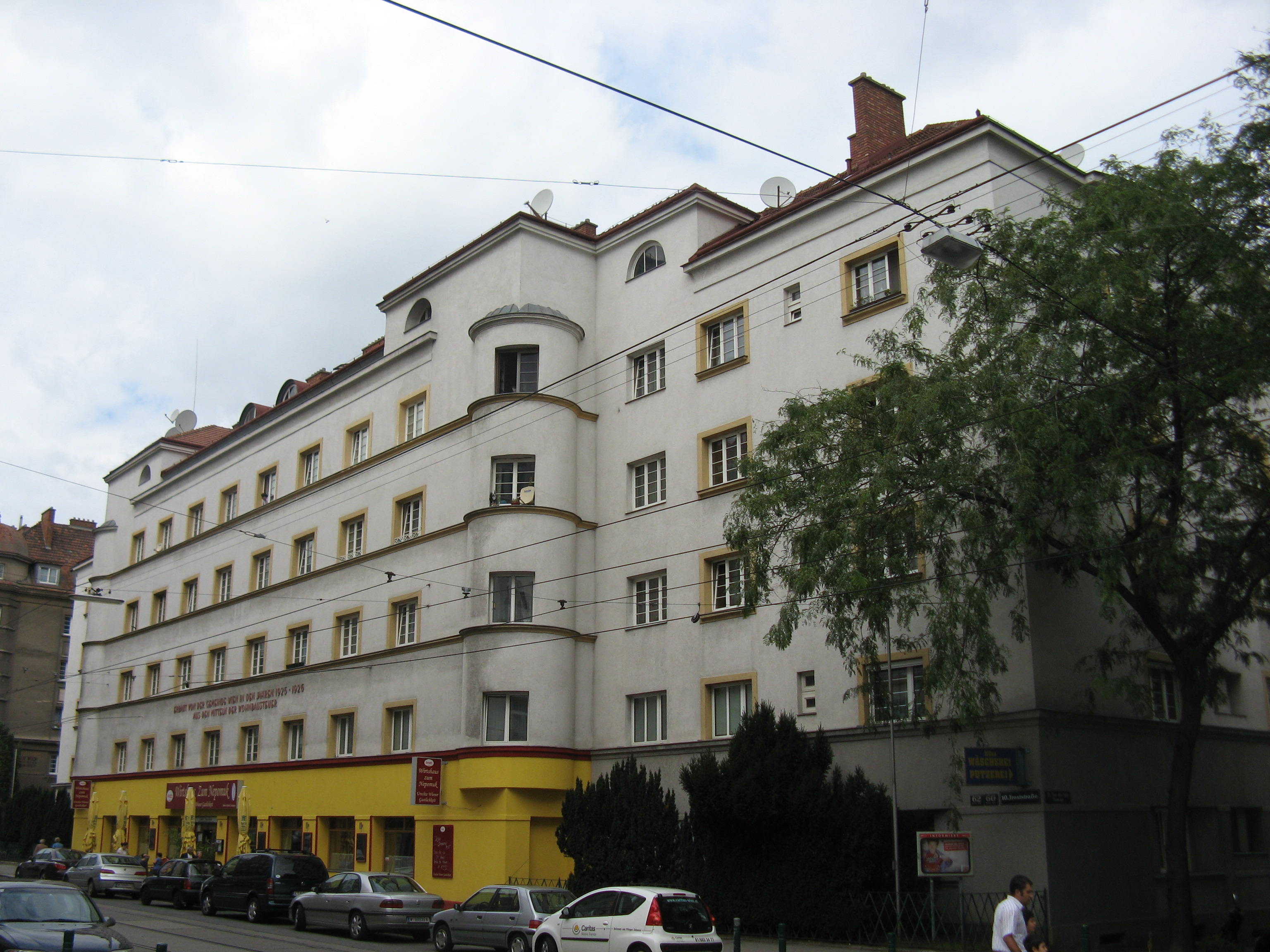
Städtische Wohnhausanlage (1925–1926) von Ernst Egli, Nr. 60–62

### Nr. 60–62 Städtische Wohnhausanlage
Die städtische Wohnhausanlage wurde 1925–1926 von Ernst Egli errichtet. Sie umfasst 136 Wohnungen auf 9 Stiegen zwischen Troststraße, Alxingergasse, Hardtmuthgasse und Van-der-Nüll-Gasse in vierflügeliger Blockrandverbauung um einen Innenhof. Die symmetrische Anlage weist an der Troststraße einen mächtigen, durch Runderker flankierten Mittelrisalit auf. Die fünfgeschoßige Fassade wird durch horizontale Fensterbänder gegliedert, die Dachlukenfenster sind rundbogig. Im Erdgeschoß liegt eine Geschäftszone, parallel zur Troststraße eine Durchfahrtsachse in der Mitte der Anlage. Dekorelemente bilden variierte kubische Fensterformen sowie Dreiecksgiebel an Geschäftsportalen und am Dach. Im begrünten Innenhof, dessen Wege geometrisch angelegt sind, fällt ein kubischer Aufbau auf, der im Erdgeschoß einen Kindertageshort beherbergt. Auch spangenartige Terrassen auf Pfeilern, die die Stiegeneingänge im Erdgeschoß miteinander verbinden, setzen auffällige Akzente.

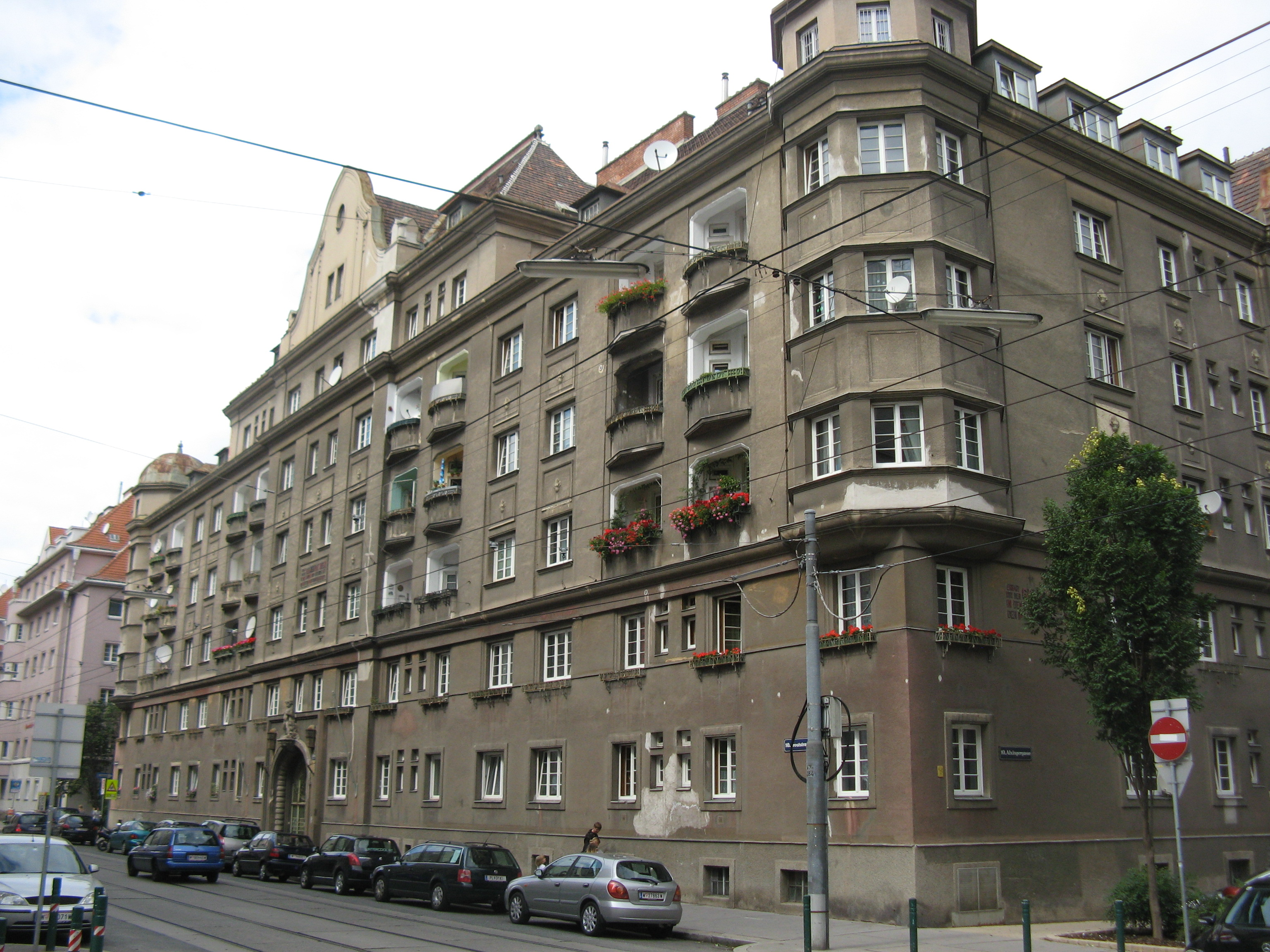
Städtische Wohnhausanlage (1924–1926) von Clemens Kattner, Nr. 64–66

### Nr. 64–66 Städtische Wohnhausanlage
Die städtische Wohnhausanlage wurde 1924–1926 von Alexander Graf und Clemens Kattner errichtet. Sie umfasst 127 Wohnungen zwischen Troststraße, Herzgasse und Alxingergasse, die in Blockrandverbauung um einen begrünten Innenhof gestaltet wurden. Der repräsentative Bau entspricht dem Typ des Wohnpalasts und besteht aus Elementen, die im Stil der Heimatschutzarchitektur ausgeführt wurden. Die symmetrische Anlage besteht aus horizontal durch Gesimse getrennte Zonen, nämlich der zweigeschoßigen Sockelzone, der dreigeschoßigen Mittelzone mit polygonalen Eckerkern, rundbogig vortretenden Balkonen, Halbloggien und geometrischen Dekorfeldern, und der durch Mansardhäuschen, geschwungene Giebelaufbauten und glockenförmige Dachhauben akzentuierten Dachzone. Die Einfahrt an der Troststraße weist ein kassettiertes Tonnengewölbe auf. Die schmiedeeisernen Torgitter stammen noch aus der Bauzeit. Über dem Tor befindet sich die Figur eines Knaben mit Blumengirlande von Hans Müller. Weitere Details wie Blumengitter oder die Wandleuchten am Portal unterstreichen das qualitätvolle Konzept des Volkswohnhauses.

### Nr. 67 Stoß am Himmel
An Stelle des heutigen Eckgebäudes zur Neilreichgasse befand sich seit 1803 eines der wenigen Bauwerke auf dem nahezu unverbauten Wienerberg. Es handelte sich um einen Ziegelofen, der von Wenzel Philipp auf Äckern der Herrschaft Achau in den Oberen Kühbergen zu Inzersdorf neben dem Brunnenweg (die heutige Neilreichgasse) errichtet wurde. Das Anwesen mit der Konskriptionsnummer Inzersdorf 149 bestand aus einem gemauerten Wohnhaus mit zwei Zimmern, einem Vorzimmer und Dachboden, Stallungen für sechs Pferde, einer Scheune, zwei Ziegelhütten, einem Brunnen, zwei Luftöfen und vier Joch Überlandäckern. Nach mehreren Besitzerwechseln wurde 1840 ein Zubau an der heutigen Troststraße errichtet und auf einer Karte aus den 1840er Jahren erscheint erstmals die Bezeichnung Wirtshaus Stoß im Himmel, Ziegelofen. Eine 1848 südlich davon entstandene Spodiumfabrik hieß ebenfalls Stoß im Himmel. Ab Mitte der 1870er Jahre wurde das Wirtshaus als Stoß am Himmel bezeichnet. 1890 kam es von Inzersdorf zu Favoriten und wurde schließlich 1927 abgerissen. An dessen Stelle bestand anschließend bis in die 1960er Jahre der legendäre Eier-Wirt.

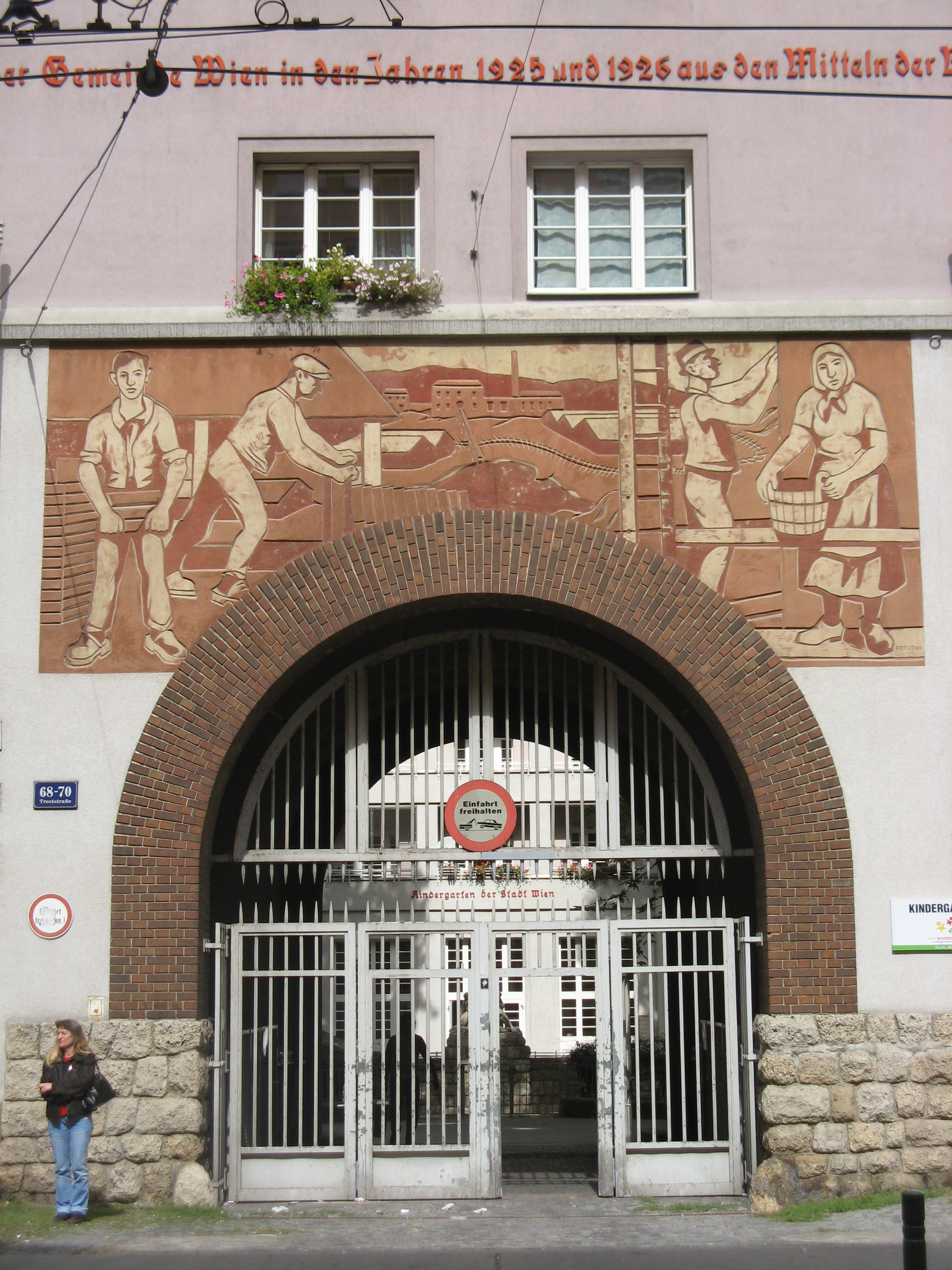
Pernerstorferhof (1924–1926) mit Sgraffito von Heribert Potuznik, Nr. 68–70

### Nr. 68–70 Pernerstorferhof
Die städtische Wohnhausanlage Pernerstorferhof wurde 1924–1926 von Camillo Fritz Discher und Paul Gütl errichtet. Sie umfasst 431 Wohnungen auf 26 Stiegen zwischen Troststraße, Neilreichgasse, Hardtmuthgasse und Herzgasse, die in Blockrandverbauung um einen begrünten Innenhof gestaltet wurden. In den Hof ist zudem ein T-förmiger Baublock eingesetzt. Die Anlage entspricht dem Konzept des repräsentativen Wohnpalastes. Die sechsgeschoßige Fassade ist durch Giebelaufbauten, Erker und Loggien reich gegliedert, der Bauteil an der Troststraße leicht nach hinten zurückversetzt. Hier liegt die monumentale Einfahrt mit übergiebeltem Rundbogenportal, über dem Heribert Potuznik 1953 ein Sgraffito mit der Darstellung von Ziegelarbeitern angebracht hat. In Sichtachse hinter der Einfahrt befindet sich die Brunnenfigur Zuflucht von Joseph Josephu, die eine Mutter mit Kindern darstellt.
Früher befand sich die Endstation der Straßenbahnlinie 66 vor dem Pernerstorferhof an der Troststraße. Die Anlage wurde nach dem Mitbegründer der österreichischen Sozialdemokratie Engelbert Pernerstorfer benannt.

### Nr. 82 Städtische Wohnhausanlage
Die städtische Wohnhausanlage wurde 1965 von den Architekten Paul Detre und Carl A. J. Hala errichtet. Sie umfasst 102 Wohnungen zwischen Troststraße, Bernhardtstalgasse und Hardtmuthgasse. Der mächtige achtgeschoßige Riegelbau liegt parallel zur Bernhardtstalgasse, während der eingeschoßige Bauteil an der Troststraße eine Geschäftszeile beherbergt. Ostseitig gliedern die verglasten Stiegenhaustrakte die Fassade, westseitig Halbloggien. Vor der Bernhardtstalgasse befindet sich ein Parkplatz für Autos, im Osten trennt ein Fußweg das Nachbargebäude von der Anlage.
An der Seite zur Hardtmuthgasse steht eine abstrakte Plastik von Helene Hädelmayer aus den Jahren 1966–1967.

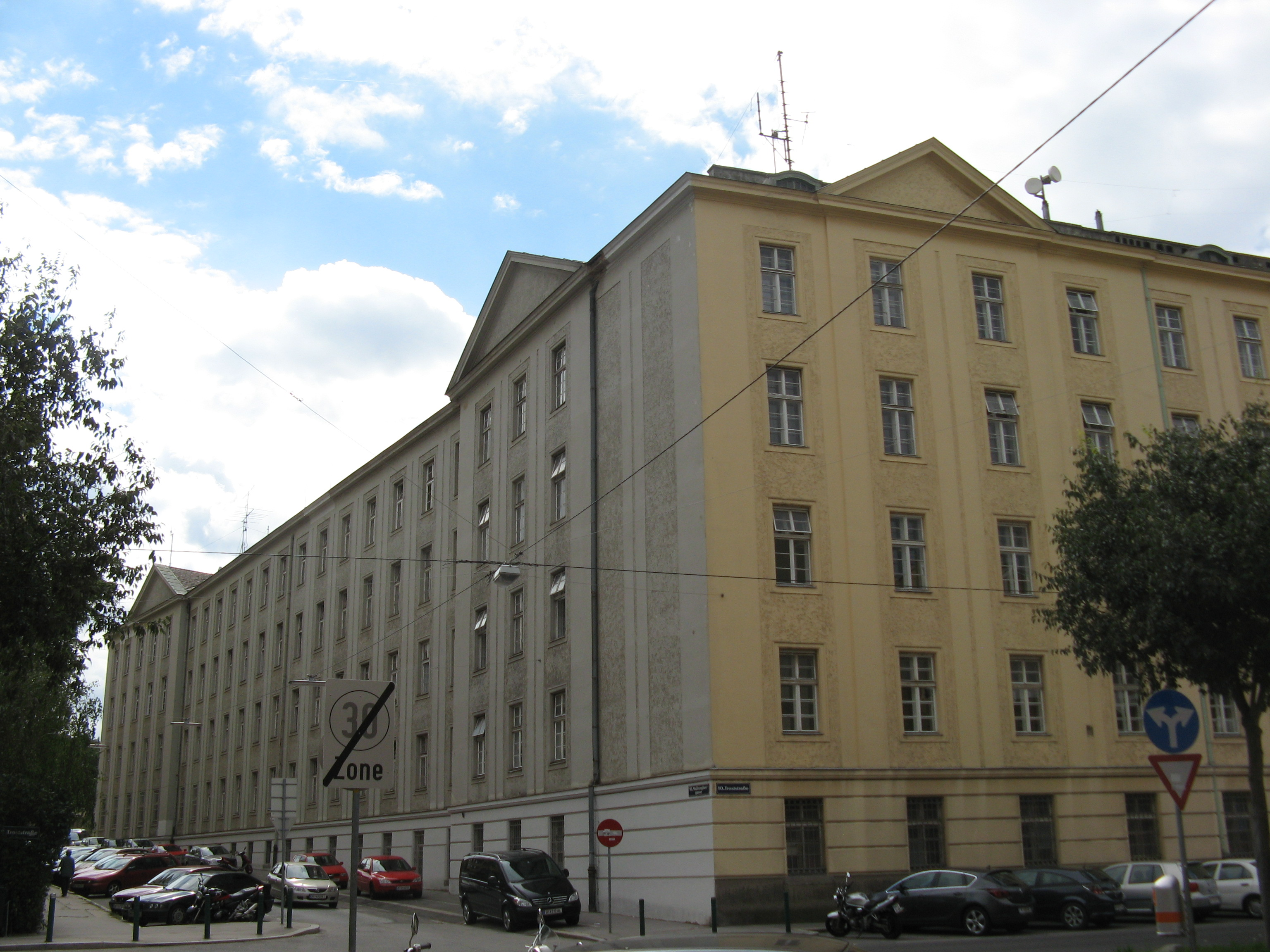
Starhemberg-Kaserne (1910–1912), Nr. 105

### Nr. 105 Starhemberg-Kaserne
1910–1912 entstand zwischen Gussriegelstraße, Troststraße und Malborghetgasse die Franz-Ferdinand-Kaserne als Ersatz für die 1911 abgebrochene Heumarktkaserne für die k.u.k. Armee, 1913 folgte eine Erweiterung bis zur Graffgasse. Die Kaserne ist viergeschoßig als Blockrandverbauung gestaltet. 1920 befand sich die Infanterie in der Kaserne, 1930 kam das Wiener Feldjägerbataillon zu Rad Nr. 2 und 4 hierher. Während des Zweiten Weltkrieges befanden sich ein Militärstrafgefängnis und der Militärgerichtshof hier und die Kaserne wurde in Trostkaserne umbenannt, nach ihrer Lage an der Troststraße. 1967 erhielt sie ihren heutigen Namen Starhemberg-Kaserne, nach dem Verteidiger Wiens während der Zweiten Wiener Türkenbelagerung, Ernst Rüdiger von Starhemberg. Die Kaserne wird vom Österreichischen Bundesheer genutzt.

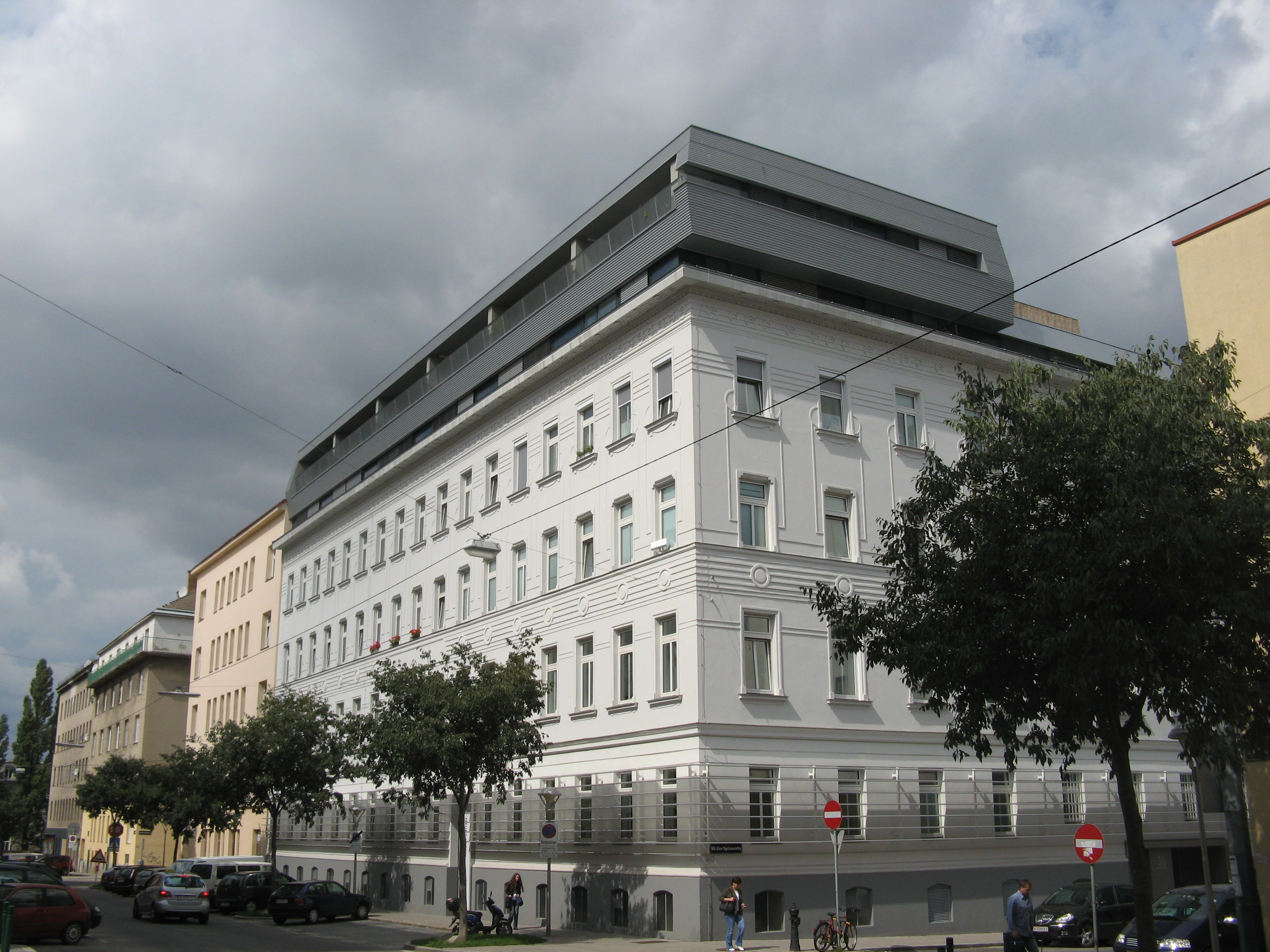
Jugendstil-Haus, Nr. 108–110

### Nr. 108–110 Ehemalige Klavierfabrik
Das 1906 errichtete Gebäude ist ein in Favoriten seltenes Beispiel eines Hauses mit Jugendstilfassade. Es war bis in die 1970er-Jahre Sitz der Klavierfabrik Lauberger und Gloss, daran erinnert eine Gedenktafel.

### Nr. 125 Victor-Adler-Hof
Die städtische Wohnhausanlage Victor-Adler-Hof wurde 1923–1924 von Engelbert Mang errichtet. Sie umfasst 117 Wohnungen zwischen Troststraße, Triester Straße und Quaringasse, wobei die Hauptfassade an der Triester Straße 57–65 liegt, die durch Giebel und rundbogige Balkone gegliedert wird. Benannt ist die Wohnhausanlage nach dem Mitbegründer der österreichischen Sozialdemokratie Victor Adler. Der spätere Bürgermeister von Wien Felix Slavik wohnte in dem Gebäude.